# 委內瑞拉小姐

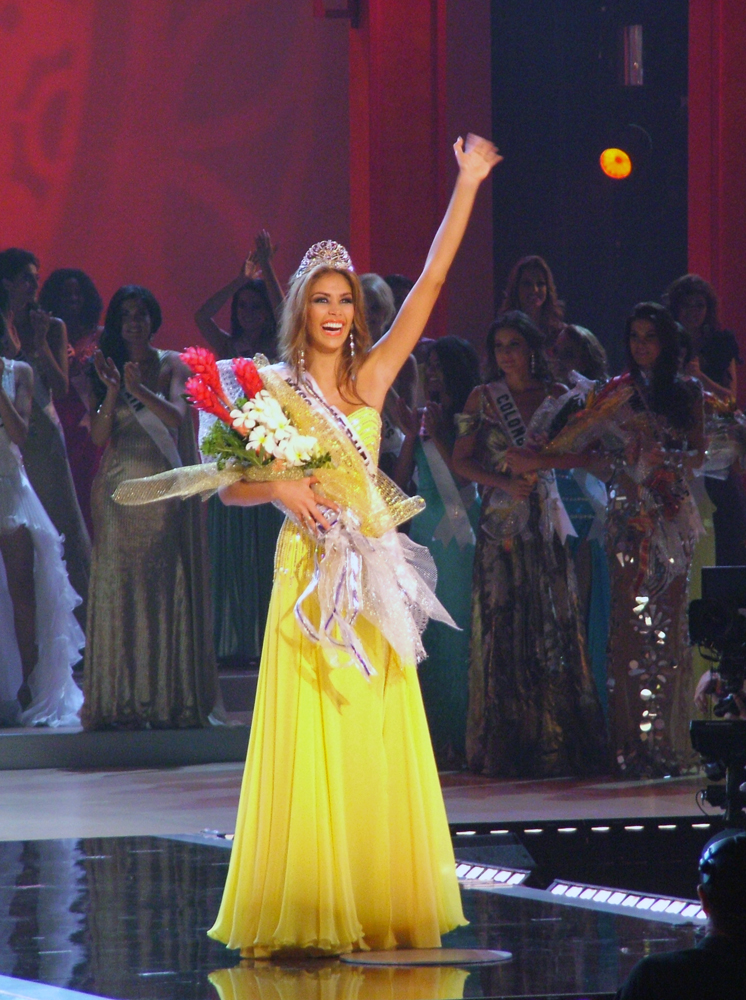
代表委內瑞拉贏得 2008環球小姐 - 達亞娜·門多薩

委內瑞拉小姐為委內瑞拉國內最具歷史性的選美活動，自1952年開始舉辦至今，目前總共產生七十一屆冠軍。
每一年度會在首都卡拉卡斯舉辦委內瑞拉小姐競選活動，每一位由國內州份（共有廿三區）代表參加，同時會頒委內瑞拉小姐冠軍、委內瑞拉世界小姐、委內瑞拉國際小姐、亞軍、季軍及其他獎項，但委內瑞拉小姐冠軍的地位比委內瑞拉世界小姐冠軍及委內瑞拉國際小姐冠軍還要高的。
得主冠軍可代表參加環球小姐、獲得委內瑞拉世界小姐則可代表參加世界小姐、獲得委內瑞拉國際小姐則代表參加國際小姐、以及其他國際性選美活動如國際旅遊小姐、州際小姐等可由委內瑞拉小姐世界小姐、委內瑞拉小姐國際小姐、亞軍或季軍等代表參加。
另外也會舉辦委內瑞拉地球小姐 （不是在委內瑞拉小姐競選活動內舉行），得主冠軍則可代表參加地球小姐。
目前委內瑞拉小姐組織由2013年代表委內瑞拉獲得環球小姐的嘉布里艾拉·伊斯勒與1985年代表委國首位贏得國際小姐的妮娜·賽西麗雅擔任指導。
至2023年為止，委內瑞拉為全球最強選美的國家，總共得到了七屆的環球小姐冠軍、六屆的世界小姐冠軍、九屆的國際小姐冠軍及兩屆的地球小姐冠軍。

## 近代委內瑞拉小姐冠軍
| 年度 | 委內瑞拉小姐                                                       | 代表州份              | 主辦地點                         | 在環球小姐的名次              |
| ---- | ------------------------------------------------------------------ | --------------------- | -------------------------------- | ----------------------------- |
| 1981 | 伊蕾涅·莎耶茲 (Irene Sáez)                                         | 米蘭達州              | 馬庫多喜來登酒店, 瓦爾加斯州     | 冠軍                          |
| 1982 | 安娜·泰瑞莎·歐羅霈薩 (Ana Teresa Oropeza)                          | 瓜里科州              | 馬庫多喜來登酒店, 瓦爾加斯州     |                               |
| 1983 | 帕甌拉·盧爵麗 (Paola Ruggeri)                                      | 波圖格薩州            | 馬庫多喜來登酒店, 瓦爾加斯州     | 十二強                        |
| 1984 | 卡門·瑪麗亞·蒙恬爾 (Carmen María Montiel)                          | 蘇利亞州              | 馬庫多喜來登酒店, 瓦爾加斯州     | 季軍                          |
| 1985 | 席爾薇亞·瑪婷妮茲 (Silvia Martínez)                                | 瓜里科州              | 馬庫多喜來登酒店, 瓦爾加斯州     | 殿軍                          |
| 1986 | 芭芭拉·帕菈希歐斯·特伊德 (Bárbara Palacios Tayde)                  | 特魯希略州            | 加拉加斯市立劇院, 加拉加斯       | 冠軍                          |
| 1987 | 伊內絲·瑪麗亞·卡雷洛 (Inés María Calero)                           | 新埃斯帕塔州          | 加拉加斯市立劇院, 加拉加斯       | 殿軍                          |
| 1988 | 賈海菈·克莉絲蒂娜·薇菈·羅登 (Yajaira Cristina Vera Roldán)         | 米蘭達州              | 加拉加斯市立劇院, 加拉加斯       | 十強                          |
| 1989 | 愛娃·麗莎容 (Eva Lisa Ljung)                                       | 拉臘州                | 加拉加斯多面體會議中心, 加拉加斯 | 十強                          |
| 1990 | 安德烈娜·葛滋·布隆 (Andreína Goetz Blohm)                          | 玻利瓦州              | 加拉加斯多面體會議中心, 加拉加斯 | 十強                          |
| 1991 | 卡洛琳娜·愛娃·伊薩克 (Carolina Éva Izsák)                          | 亞馬遜州              | 加拉加斯多面體會議中心, 加拉加斯 | 六強                          |
| 1992 | 繆卡·裘莉娜 (Milka Chulina)                                        | 阿拉瓜州              | 加拉加斯多面體會議中心, 加拉加斯 | 季軍                          |
| 1993 | 米諾卡·梅爾卡朵 (Minorka Mercado)                                  | 阿普雷州              | 加拉加斯多面體會議中心, 加拉加斯 | 季軍                          |
| 1994 | 丹妮絲·佛羅蕾雅諾 (Denyse Floreano)                                | 蘇利亞州              | 加拉加斯多面體會議中心, 加拉加斯 | 六強                          |
| 1995 | 約瑟芬·艾莉希亞·馬查多·法哈朵 (Yoseph Alicia Machado Fajardo)      | 亞拉奎州              | 加拉加斯多面體會議中心, 加拉加斯 | 冠軍                          |
| 1996 | 瑪蕾娜·侯瑟芬娜·班卡莫·希曼涅斯 (Marena Josefina Bencomo Giménez)  | 卡拉波波州            | 加拉加斯多面體會議中心, 加拉加斯 | 亞軍                          |
| 1997 | 薇露詩卡·塔蒂安娜·拉米雷斯 (Veruzhka Tatiana Ramírez)              | 塔奇拉州              | 加拉加斯多面體會議中心, 加拉加斯 | 亞軍                          |
| 1998 | 卡蘿麗娜·茵德麗亞哥 (Carolina Indriago)                            | 阿馬庫羅三角洲州      | 加拉加斯多面體會議中心, 加拉加斯 | 五強                          |
| 1999 | 瑪媞娜·索羅古·希森 (Martina Thorogood Heemsen)                     | 米蘭達州              | 加拉加斯多面體會議中心, 加拉加斯 | 代表參加1999世界小姐 亞軍     |
| 2000 | 艾娃·蒙妮卡·安娜·艾克瓦爾·嬌生 (Eva Mónica Anna Ekvall Johnson)    | 阿普雷州              | 加拉加斯多面體會議中心, 加拉加斯 | 殿軍                          |
| 2001 | 辛席雅·克麗斯蒂娜·蘭德爾·薩摩菈 (Cynthia Cristina Lander Zamora)   | 首都區 (委內瑞拉)     | 加拉加斯多面體會議中心, 加拉加斯 | 第五名                        |
| 2002 | 瑪麗安潔·如意姿·托蕾愛芭 (Mariángel Ruiz Torrealba)                | 阿拉瓜州              | 加拉加斯多面體會議中心, 加拉加斯 | 亞軍                          |
| 2003 | 安娜·卡禮娜·安涅斯 (Ana Karina Áñez)                               | 拉臘州                | 委內瑞拉電視台一廠, 加拉加斯     |                               |
| 2004 | 莫尼卡·斯皮尔·莫茨 (Monica Spear)                                  | 瓜里科州              | 加拉加斯多面體會議中心, 加拉加斯 | 第五名                        |
| 2005 | Jictzad Nakarhyt Viña Carreño                                      | 蘇克雷州              | 加拉加斯多面體會議中心, 加拉加斯 |                               |
| 2006 | Lidymar Carolina "Ly" Jonaitis Escalona                            | 瓜里科州              | 加拉加斯多面體會議中心, 加拉加斯 | 季軍                          |
| 2007 | 達亞娜·門多薩                                                      | 亞馬遜州              | 加拉加斯多面體會議中心, 加拉加斯 | 冠軍                          |
| 2008 | 斯特凡尼婭·費爾南德斯                                              | 特魯希略州            | 加拉加斯多面體會議中心, 加拉加斯 | 冠軍                          |
| 2009 | 瑪蕾莉莎·吉勃遜·薇榭格絲 (Marelisa Gibson Villegas)                | 米蘭達州              | 加拉加斯多面體會議中心, 加拉加斯 |                               |
| 2010 | 凡妮莎·安德麗雅·貢卡爾維斯·戈梅茲 (Vanessa Andrea Gonçalves Gomez) | 米蘭達州              | 馬拉開波展覽皇宮, 馬拉開波       | 十六強                        |
| 2011 | 艾琳·索菲亚·埃塞尔·金特罗                                          | 苏克雷州              | 委內瑞拉電視台一廠, 加拉加斯     | 季军                          |
| 2012 | 瑪麗亞·嘉布里艾拉·伊斯勒                                           | 瓜里科州              | 塔马纳科洲际酒店,加拉加斯        | 冠軍                          |
| 2013 | 米格栢麗·琳奈特·卡薩雅诺·罗慕洛                                    | 苏利亚州              | 加拉加斯多面體會議中心, 加拉加斯 | 十強                          |
| 2014 | 瑪莉安娜·希曼涅斯                                                  | 瓜里科州              | 委內瑞拉電視台一號廠, 加拉加斯   | 十強                          |
| 2015 | 瑪莉安·赫芭屈                                                      | 拉臘州                | 委內瑞拉電視台一號廠, 加拉加斯   |                               |
| 2016 | 凱希·麥琳·薩亞哥                                                   | 莫納加斯州            | 委內瑞拉電視台一號廠, 加拉加斯   | 五強                          |
| 2017 | 史黛芬妮·尤哈麗絲·古緹艾列斯 (Sthefany Yoharlis Gutiérrez)         | 阿馬庫羅三角洲州      | 委內瑞拉電視台五號廠, 加拉加斯   | 季軍                          |
| 2018 | 伊莎貝拉·羅德里蓋斯·古茲曼 (Isabella Rodríguez Guzmán)             | 波圖格薩州            | 委內瑞拉電視台五號廠, 加拉加斯   | 代表參加2019世界小姐 前四十強 |
| 2019 | 盧亞娜·塔莉亞·奧維諾·托蕾絲 (Lulyana Thalía Olvino Torres)         | 阿馬庫羅三角洲州      | 委內瑞拉電視台一廠, 加拉加斯     | 二十強                        |
| 2020 | 瑪莉安潔·薇潔史蜜兒·阿緹安格 (Mariángel Villasmil Arteaga)         | 蘇利亞州              | 委內瑞拉電視台五號廠, 加拉加斯   |                               |
| 2021 | 阿蔓妲·杜達美·紐曼 (Amanda Dudamel Newman)                         | 安地斯地區 (委內瑞拉) | 委內瑞拉電視台五號廠, 加拉加斯   | 亞軍                          |
| 2022 | 狄亞娜·卡洛琳娜·席爾瓦·法蘭西斯柯 (Diana Carolina Silva Francisco) | 首都區 (委內瑞拉)     | 加拉加斯多面體會議中心, 加拉加斯 | 十強                          |
| 2023 | 伊莉安娜·馬奎斯 (Ileana Márquez)                                   | 亞馬遜州              | 中央商業中心展覽場, 加拉加斯     | 第五名                        |
| 2024 | 史黛芬妮．安柏薩莉 (Stephany Abasali)                              | 安索阿特吉州          | 中央商業中心展覽場, 加拉加斯     |                               |

## 代表參加環球小姐
代表參加環球小姐得到冠軍總共有七位，首次得到冠軍是1979年，其後1981年、1986年、1996年、2008年、2009年及2013再奪得冠軍。2008年 及 2009年連續兩屆冠軍令委內瑞拉成為有始以來首個蟬聯環姐后冠的國家；亞軍總共有7位得到；季軍則總共有5位得到；自從1976年委內瑞拉小姐得到了環球小姐亞軍後，逐步成為進入決賽圈的常勝軍，1983年至2003年(共21年)所有代表都进入半準決賽，其中1991年至2003年所有代表皆進入六強,成績斐然。

## 代表參加世界小姐
代表參加世界小姐得到冠軍總共有六位，首次得到冠軍是1955年，其後1981年、1984年、1991年、1995以及2011年再奪得冠軍；亞軍總共有2位得到；季軍則總共有4位得到；得到第四至七名總共有8位；能進入前十五名左右總共有10位。自從1955年委內瑞拉小姐得到了世界小姐冠軍後，但一直到1980年(共廿五年)似乎沒有進入三甲，不過第廿六年的1981年再成功奪冠軍，其後成績愈發進步，目前於2011年奪得冠軍後，尚未能有奪得冠軍的成績，1981年至2008年(共廿七年)只有9屆不能進入準決賽。

## 代表參加國際小姐
迄今共有九位委內瑞拉代表贏得國際小姐的后冠，首次得到冠軍為1985年，其後為1997年、2000年、2003年、2006年、2010年、2015年、2018年以及2023年，是目前國際小姐中贏得次數最多的國家，表現相當優異亮眼。
| 年度 | 國際小姐冠軍 (委內瑞拉代表)                           |
| ---- | ----------------------------------------------------- |
| 1985 | 妮娜．賽西麗雅 (Nina Sicilia)                         |
| 1997 | 康絲薇洛．阿德勒．赫南德茲 (Consuelo Adler Hernández) |
| 2000 | 薇薇安．伍德妮塔 (Vivian Urdaneta)                    |
| 2003 | 康榭德．阿祖雅 (Goizeder Azúa)                        |
| 2006 | 丹妮耶拉．狄吉亞蔻摩 (Daniela di Giacomo)             |
| 2010 | 伊麗薩貝絲．莫絲奎拉 (Elizabeth Mosquera)             |
| 2015 | 艾迪瑪．瑪婷妮茲．布蘭蔻 (Edymar Martínez Blanco)     |
| 2018 | 瑪麗安．薇拉茲蔻 (Mariem Velazco)                     |
| 2023 | 安德莉雅．茹碧歐 (Andrea Rubio)                       |

## 相關紀錄及軼聞
※2000年委內瑞拉小姐艾娃·艾克瓦爾於2011年因罹患乳癌離世，享年28歲，其丈夫於次年以愛娃之名成立基金會。
※2004委內瑞拉小姐莫尼卡·斯皮爾·莫茨於2014年初於該國高速公路上遭遇歹徒試圖搶劫襲擊，中彈身亡，此事件引起國內高度關注，而後續引發民眾對於該國始終居高不下的犯罪率及治安的敗壞向政府進行大規模抗議。
※2008.2009年連續兩年環球小姐皆由委內瑞拉奪得后冠，迄今仍為環球小姐選美史上唯一同國家蟬連兩屆的紀錄。
※2023委內瑞拉小姐伊莉安娜．馬奎斯為該選美史上第一位以母親身分奪冠的佳麗，也是第一位於環球小姐進入前五名的母親選手。

## 資料來源
- https://web.archive.org/web/20110623084339/http://www.pageantopolis.com/international/world.htm
- https://web.archive.org/web/20090218005444/http://globalbeauties.com/news/2008/september/ven.htm
- https://www.dailymail.co.uk/news/article-2076315/Eva-Ekvall-Former-Miss-Venezuela-dies-breast-cancer-aged-28.html